# Konstantinos Poupakis

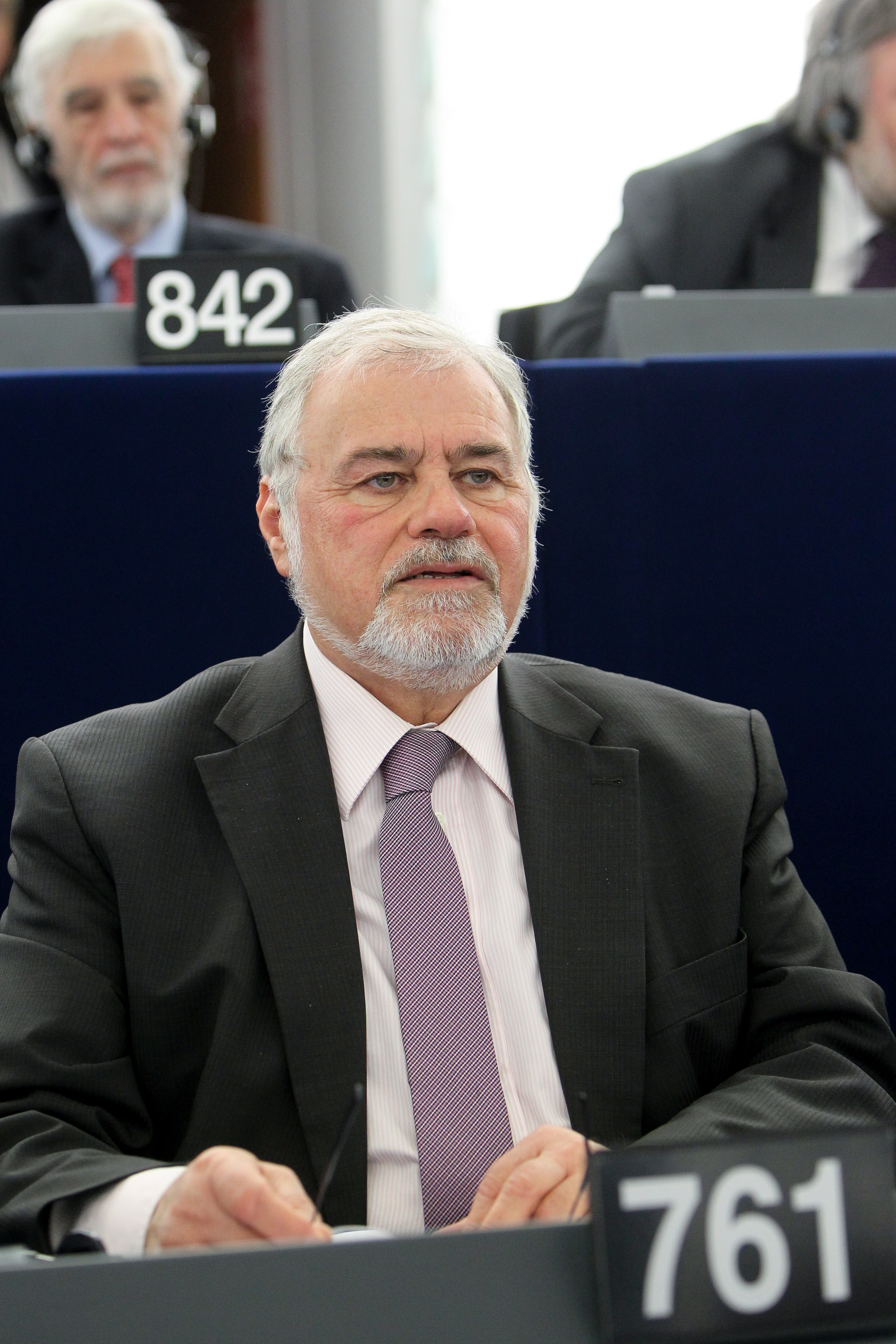
Konstantinos Poupakis, 2014

Konstantinos Poupakis (griechisch Κωνσταντίνος Πουπάκης, * 18. Januar 1951 in Ilioupoli) ist ein griechischer Politiker der Nea Dimokratia.

## Leben
Poupakis ist seit 2009 Abgeordneter im Europäischen Parlament.